# Jobbik
Ruch na rzecz Lepszych Węgier (węg. Jobbik Magyarországért Mozgalom, Jobbik) – węgierska prawicowa partia polityczna zarejestrowana 24 października 2003 roku. Początkowo skrajnie nacjonalistyczna i eurosceptyczna, między 2015 a 2020 dokonała przeorientowania i zaczęła głosić poglądy bardziej umiarkowane, konserwatywne i chadeckie oraz proeuropejskie. Jeszcze w 2016 roku zaliczana do partii skrajnie prawicowych i antysemickich. Oficjalny program zaczął być uznawany za mniej radykalny, wyborcy wciąż są przeciwnikami obecnego rządu Węgier.

## Historia
Jobbik został założony w 2002 r. jako Związek Młodych Prawicowców (Jobboldali Ifjúsági Közösség) przez grupę studentów Uniwersytetu im. Loránda Eötvösa jako niezależna organizacja młodzieżowa. Po roku stowarzyszenie działało już na wszystkich węgierskich uczelniach, co dało początek jego przemianie w partię polityczną.
Partia nie brała udziału w wyborach do Parlamentu Europejskiego w 2004 roku, jednak była jedyną partią polityczną otwarcie przeciwną przystąpieniu Węgier do Unii Europejskiej. W wyborach parlamentarnych w 2006 roku Jobbik stworzył koalicję z Węgierską Partią Sprawiedliwości i Życia o nazwie MIÉP-Jobbik Sojusz Partii Trzeciej Drogi. Koalicja zdobyła 119,007 głosów (2,2%), nie przekraczając progu wyborczego. W wyborach do Parlamentu Europejskiego w 2009 roku Jobbik wystawił własną listę, która zdobyła 427,773 głosów (14,77%), czyniąc tym samym partię czwartą siłą polityczną Węgier.
Rok 2010 przyniósł Jobbikowi spektakularny sukces, jako że po raz pierwszy wszedł on do węgierskiego parlamentu. Po dwóch turach wyborów Jobbik uzyskał łącznie 12,18%, czyli 996.851 głosów, zdobywając 47 na 386 miejsc w węgierskim parlamencie i stając się trzecią polityczną siłą na Węgrzech. Jobbik wydał na kampanię wyborczą najmniej ze wszystkich startujących partii politycznych. W wyborach samorządowych w tym samym roku ta partia z najniższą średnią wiekową na Węgrzech ugruntowała swoją pozycję trzeciej siły politycznej Węgier, zdobywając 311 miejsc w radach gmin i 61 w radach powiatów. Jobbik miał też 3 burmistrzów w miastach: Tiszavasvári, Hencida i Hegyháthodász.
W wyborach parlamentarnych w roku 2014 Jobbik uzyskał 20,39% poparcia, a wybory do Parlamentu Europejskiego przeprowadzone 25 maja tego samego roku przyniosły partii 14,67% głosów, co zapewniło partii trzy mandaty w Parlamencie Europejskim.
Od 2014 r. pod przywództwem Gábora Vony partia zaczęła ewoluować w stronę centroprawicowej i mniej skrajnej. W związku ze zmianą kursu Jobbiku trzy skrajnie prawicowe ugrupowania zawiązały w lipcu 2017 r. nową partię o nazwie Siła i Determinacja.
W wyborach parlamentarnych w 2018 roku Jobbik uzyskał 19% głosów i 26 mandatów w parlamencie (więcej o trzy). Po wyborach Vona uznał ich wynik za porażkę, podał się do dymisji i wycofał z życia publicznego, a jego miejsce zajął zwolennik centrowego kursu partii Tamas Sneider, który pokonał nieznacznie zwolennika powrotu do nacjonalistycznej linii Laszlo Toroczkaia. Toroczkai nie uznał porażki i odszedł z Jobbiku, zakładając 23 czerwca własną partię pod nazwą Ruch Naszego Domu. 7 listopada 2018 do partii Toroczkaia przeszło troje posłów Jobbiku, m.in. Istvan Apati.
25 stycznia 2020 przewodniczącym partii został Peter Jakab. W 2022 roku funkcję przewodniczącego objął Márton Gyöngyösi.

## Program

### Ideologia
Pierwotnie partia określana była jako prawicowo-populistyczna, łącząca nacjonalizm z antyelitaryzmem. W sierpniu 2016 przewodniczący partii Gábor Vona ogłosił, że partia będzie prowadzić politykę "nowoczesnego konserwatyzmu", wspierając współpracę narodową ponad podziałami politycznymi. Odwołał się przy tym do poglądów XIX-wiecznego polityka węgierskiego Istvána Széchenyi.
Ostateczne przeorientowanie partii dokonało się po wyborze Petera Jakaba na przewodniczącego. 30 czerwca 2020 r. wraz z Kolomanem Brennerem, przedstawicielem rady strategicznej partii, Jakab ogłosił Deklarację Zasad Jobbik. W dokumencie partia określiła się jako narodowa, chrześcijańska, konserwatywna, centroprawicowa, wrażliwa społecznie partia ludowa, której jednym z celów jest stworzenie dobrobytu Węgier i społeczeństwa obywatelskiego. Jakab powiedział, że jego wybór zakończył proces Jobbiku, by ze skrajnie prawicowej organizacji stać się partią ludową.
Konsekwencją polityki Jakaba było odejście z partii wielu jej dotychczasowych prominentnych polityków (János Bencsik, István Szávay, Tibor Bana, Gergely Farkas i Ádám Mirkóczki), w tym jej byłego przewodniczącego (2018-2020) Tamása Sneidera. Jakab usunął też z partii niektórych polityków (np. Andrea Varga-Damn). Pod przywództwem Jakaba Jobbik dołączył do sojuszu wyborczego sześciu partii opozycyjnych 15 listopada 2020 r., aby wspólnie wziąć udział w wyborach parlamentarnych w 2022 r. przeciwko rządzącej partii Fidesz.

### Polityka społeczna i ekonomiczna
W początkowym okresie partia miała charakter antyglobalistyczny. Zgodnie z opublikowanym w 2017 roku Manifestem obecnie skupia się na podkreślaniu roli sektora małych i średnich przedsiębiorstw przy budowie bardziej konkurencyjnej gospodarki. W polityce podatkowej postuluje ograniczenie roli redystrybucji na rzecz wspierania wzrostu produkcyjności, co ma doprowadzić do wzrosu płac.
Jobbik podkreśla rolę tradycyjnej rodziny jako fundamentu społeczeństwa. W przeciwieństwie do innych partii opozycji poparł zgłoszoną przez Fidesz ustawę z 15 czerwca 2021 zakazującą "propagowania homoseksualizmu i transpłciowości" wśród małoletnich, która wywołała kontrowersje i została potępiona przez większość państw UE (głównie z Europy Zachodniej).

### Stosunek do Unii Europejskiej
Jobbik w momencie powstania zajmował bardzo krytyczne stanowisko wobec Unii Europejskiej. Partia uznała akcesję Węgier do UE za porażkę, a UE postrzegała jako organizację, która nie służy interesom Węgrów. Jednak nawet w tym okresie partia nie odrzuciła idei Unii - jako radykalnie zreformowanej konfederacji europejskiej. Po Brexicie partia dokonała reorientacji swoich poglądów na temat UE i zaczęła podkreślać, że dzięki odpowiedniej polityce i niektórym reformom unijnym organizacja może być korzystna dla narodów europejskich. Zdaniem Jobbik Węgry powinny jak najszybciej przystąpić do strefy euro, ponieważ nie jest to kwestia polityczna, ale ekonomiczna. Na konferencji prasowej 27 października 2017 r. przewodniczący partii Gábor Vona powiedział, że jeśli zostaną spełnione pewne warunki, Jobbik może nawet wspierać dalsze pogłębianie UE.
W grudniu 2018 Jobbik przedstawił swój program wyborczy do Parlamentu Europejskiego 2019, w którym partia podkreśliła trzy kluczowe tematy: spójność europejska, wspólne europejskie rozwiązanie kwestii migracji oraz scentralizowane europejskie działania przeciwko fałszywym wiadomościom. Według opublikowanego programu Jobbik opowiada się za członkostwem Węgier w UE i za sprawiedliwym związkiem opartym na zasadzie solidarności Roberta Schumana i Konrada Adenauera.

### Stosunek do Rosji
Polityka Jobbiku wobec Rosji od 2007 do 2014 kształtowana była przez jawnie prorosyjskiego działacza i posła do Parlamentu Europejskiego Bélę Kovácsa. Jego ówczesna ideologia widziała Węgry jako pomost łączący Europę z Azją, a Rosję jako alternatywę wobec integracji europejskiej, której Jobbik był wówczas przeciwny. W 2014 Béla Kovács, zajmując się w Parlamencie Europejskim polityką energetyczną, został oskarżony o szpiegostwo na rzecz Rosji, po czym został usunięty z Jobbiku.
Wraz z reorientacją partii na pozycje proeuropejskie całkowitej zmianie uległ także stosunek Jobbiku do Rosji. Na początku 2019 Jobbik protestował przeciwko dokonanemu za zgodą rządu Orbana przeniesieniu siedziby rosyjskiego Międzynarodowego Banku Inwestycyjnego z Moskwy do Budapesztu. Jobbik podnosił wówczas, że bank ten może być wykorzystywany przez Rosję do celów operacji wywiadowczych i stanowi zagrożenie dla bezpieczeństwa państwa.
Z kolei w styczniu 2022 w obliczu narastającego kryzysu rosyjsko-ukraińskiego poseł Jobbiku do Parlamentu Europejskiego Márton Gyöngyösi domagał się od ministra spraw zagranicznych Węgier Pétera Szijjártó, aby określił czy chce aby węgierska polityka zagraniczna kształtowana była przez rosyjskie interesy czy też aby Węgry zostały częścią cywilizacji europejskiej, członkiem Unii Europejskiej i NATO.
Bezpośrednio po Inwazji Rosji na Ukrainę 24 lutego 2022 lider Jobbiku Péter Jakab oskarżył premiera Viktora Orbana o to, że jego długoletnie poparcie dla prezydenta Rosji Władimira Putina przyczyniło się do inwazji na suwerenny kraj. Jakab stwierdził również, że Orban to koń trojański Putina. A teraz także największe zagrożenie dla narodowego bezpieczeństwa czające się w naszym domu.

## Gwardia Węgierska
W 2006 kilku działaczy Jobbiku powołało do życia Gwardię Węgierską, ponadpartyjną organizację samoobrony i obrony ojczyzny. Początkowa liczba gwardzistów wynosiła 56 członków, nawiązując w ten sposób do daty rocznej wybuchu powstania węgierskiego (1956). 23 października 2007, w 51. rocznicę wybuchu powstania, do Gwardii przyjęto 2 tys. ochotników.
Celem Gwardii podczas pokoju miała być obrona cywilna i praca nad młodzieżą.
16 grudnia 2008 r. sąd pierwszej instancji w Budapeszcie (Fővárosi Bíróság) rozwiązał Węgierską Gwardię, ponieważ uznał, że działalność organizacji była sprzeczna z prawami człowieka mniejszości zagwarantowanymi w węgierskiej konstytucji. Wyrok został podtrzymany w sądzie wyższej instancji (Fővárosi Ítélőtábla) w dniu 2 lipca 2009.

## Kontrowersje
Partia wielokrotnie określana była mianem neofaszystowskiej. Przeciwnicy ugrupowania często wskazują na współpracę ruchu z małymi ekstremistycznymi, neonazistowskimi grupami. Wielu działaczy Jobbiku głosiło w przeszłości poglądy antysemickie. Celem ataków partii były mniejszości narodowe (m.in. Romowie; wg spisów powszechnych ok. 3%, według najswobodniejszych oszacowań <10% populacji). W 2012 lider partii Gábor Vona stwierdził, że węgierscy Żydzi nie utożsamiają się z dążeniami węgierskiego narodu. W sierpniu 2017 Vona zaprzeczając zarzutom antysemityzmu zaoferował przeprosiny społecznościom żydowskiej i romskiej za błędne stwierdzenia z przeszłości.
W roku 2014, wraz z innymi partiami skrajnej prawicy, bez mandatu OBWE udali się jako obserwatorzy referendum na Krymie. Stało się to powodem propagandy rosyjskiej informującej o międzynarodowym uznaniu nielegalnego referendum..